# Mitchella repens
Mitchella repens är en måreväxtart som beskrevs av Carl von Linné. Mitchella repens ingår i släktet Mitchella och familjen måreväxter. Inga underarter finns listade i Catalogue of Life.